# Nyálkaspórások
A nyálkaspórások (Myxozoa, etymológia: görög myx- „nyálka” + zoa „állatok”) csoportját a közelmúltig az egysejtűek (Protista ország) közé sorolták, azonban sejttani és molekuláris genetikai bizonyítékok alapján ma már a csalánozók, vagy esetleg a kétoldalasan szimmetrikus állatok (Bilateria) leegyszerűsödött utódainak tekintjük őket. Átsorolásuk óta őket tekintik a legkisebb élő állatoknak; legkisebb ismert fajuk a 2011-ben leírt és legfeljebb 8,5 mikrométer hosszú Myxobolus shekel.

## Származásuk, elterjedésük
A Myxobolus fajok a hazai halakban és gerinctelenekben gyakoriak, és olykor jelentős halgazdasági károkat is okozhatnak. Az Actinomyxida csoport fajai gerinctelenekben — főként gyűrűsférgekben — élősködnek, így például a Triactinomyxon fajok a csővájó férgekben (Tubifex spp.).

## Életmódjuk, élőhelyük
Legtöbb ismert fajuk halakban és/vagy gerinctelenekben élősködik.
Sok fajuk fejlődési ciklusának alapja, hogy a fertőzött halból ürülő myxospórák gerinctelen gazdát fertőznek, majd az abból ürülő aktinospórák újabb halat fertőznek meg. Bonyolult fejlődési ciklusaikban vannak a gazdasejtben élő egysejtű, amőboid alakok is (Molnár 1994), de terjesztő képleteik (amelyeket hibásan spóráknak neveznek) többsejtűek, és egyebek közt két csalánsejtet is tartalmaznak. A „spóra” csalánsejtjei alapján régóta sejtették, hogy a csalánozók rokonai, de mivel fejlődési ciklusukban nincs embrió szakasz és így szöveteik sincsenek, ezt a kapcsolatot a közelmúltig vitatták. A gazdaállat testével érintkezve a csalánsejtekből kicsapódó fonal rögzíti a „spórát”, de ez nem alkot behatoló csövet, mint a kisspórások rögzítőfonala. A kiszabaduló amőboid sejtek a szervezetben vándorolnak (talán a véráram felhasználásával), és az alkalmas testtájakban megtelepedve ivartalanul szaporodnak. Halakban akár több centiméteres kinövéseket is okozhatnak. Ivaros folyamataik kevéssé ismertek.

## Galéria
|  |  |  |